# Старобіслово
Старобіслово (рос. Старобислово) — присілок в Калязінському районі Тверської області Російської Федерації.
Населення становить 103 особи. Входить до складу муніципального утворення Старобісловське сільське поселення.

## Історія
Від 2005 року входило до складу муніципального утворення Старобісловське сільське поселення.

## Населення
| 1859 | 1888 | 1997 | 2002 | 2010 |
| ---- | ---- | ---- | ---- | ---- |
| 295  | ↗341 | ↘132 | ↘105 | ↘103 |